# Губерт Герке
Губерт Герке (нім. Hubert Gercke; 1 квітня 1881, Ніколяйкен — 7 грудня 1942, Герліц) — німецький воєначальник, генерал піхоти вермахту.

## Біографія
22 березня 1899 року вступив в Прусську армію. Учасник Першої світової війни. Після демобілізації армії залишений в рейхсвері. З 1 грудня 1934 року — командир 2-ї піхотної дивізії. 31 березня 1937 року вступив на флот. Наступного дня Герке був переданий в розпорядження вермахту, проте не отримав призначень. З 22 травня по 22 липня 1940 року — командир 278-ї піхотної дивізії, з 9 січня 1941 року — 401-ї дивізії земельної оборони. З 10 січня 1942 року — командир військовополонених в 1-му військовому окрузі. З лютого 1942 року — командир дивізії №148. 2 квітня 1942 року відправлений в резерв, а 30 червня звільнений у відставку.

## Нагороди
- Залізний хрест 2-го і 1-го класу
- Королівський орден дому Гогенцоллернів, лицарський хрест з мечами
- Нагрудний знак «За поранення» в чорному
- Хрест «За вислугу років» (Пруссія)
- Почесний хрест ветерана війни з мечами
- Медаль «За вислугу років у Вермахті» 4-го, 3-го, 2-го і 1-го класу (25 років)